# توموتاكا كيتامورا
توموتاكا كيتامورا (باليابانية: 北村 知隆) (27 مايو 1982 في يوكايتشي في اليابان – )؛ هو لاعب كرة قدم ياباني سابق كان يلعب كمهاجم.

## وصلات خارجية
- توموتاكا كيتامورا على موقع رابطة كرة القدم اليابانية للمحترفين (اليابانية)
- توموتاكا كيتامورا على موقع قاعدة بيانات كرة القدم.إي يو (الإنجليزية)
- توموتاكا كيتامورا على موقع Soccerway.com (الإنجليزية)
- توموتاكا كيتامورا على موقع عالم كرة القدم.نت (الإنجليزية)
- توموتاكا كيتامورا على موقع كووورة